# Château de Villagarcía de la Torre
Le château de Villagarcía de la Torre est une forteresse du XVe siècle située dans la municipalité espagnole de Villagarcía de la Torre, dans la province de Badajoz, en Estrémadure. Il se trouve à 9 km de Llerena et à 33 km de Zafra.

## Histoire

### Époque préromaine
Il existe des preuves de l'existence de Villagarcía avant l'arrivée des Romains. Entre le IXe et le Ve siècle av. J.-C., le sud de la province de Badajoz était divisé en deux parties, comme en témoigne le traité de géographie de Strabon du Ier siècle av. J.-C. : l'une était la Béturie Celtique (partie occidentale, occupée par les peuples celtes) et l'autre la Béturie Túrdula (partie orientale, occupée par les peuples turdulos). Les deux régions étaient séparées par le bassin de la rivière Matachel, qui faisait partie du territoire de Thurdul. Les Turduli étaient un peuple indigène qui n'avait pas subi d'influences orientalisantes comme les Turdetans dans le sud. C'était un peuple prospère et cultivé, qui écrivait des poèmes et des lois en vers. Les Celtes, en revanche, étaient un peuple d'origine indo-européenne qui était arrivé sur ces terres, s'installant, au début, dans les zones les moins peuplées, et bénéficiant d'un grand essor métallurgique à l'époque de Tartessos,.

### Époque arabe
La ville existait déjà à l'époque arabe. Le père « Fray Juan Mateo Reyes Ortiz de Tovar » dans son ouvrage « Partidos triunfantes de la Beturia Túrdula » mentionne la ville de « Vama », dont le nom a été disputé entre Villagarcía et Salvatierra de los Barros. La ville de Villagarcía était à cheval sur les royaumes taïfas de Séville et de Badajoz. Dominée par les Maures, elle fut conquise par Don Rodrigo Íñiguez, qui fut le quinzième maître de l'ordre de Santiago de 1237 à 1242. En 1367, la moitié appartenait à l'Ordre de Santiago et l'autre moitié au commandant majeur de León, Don García Fernández de Villagarcía, qui l'a repeuplée de chrétiens et lui a donné son propre nom : « García ». À partir de là, il est devenu connu sous le nom composé de Vila-García, nom qui, au fil du temps, s'est uni et « la tour » est justifiée par l'existence d'une tour notable construite par les anciens habitants du lieu.

### Reconquête et seigneuries
Vers 1330, Don Gómez González de Quijada était le seigneur de la ville. En 1332, Alphonse XI a donné Villagarcía à Leonor de Guzmán. García Fernández de Villagarcía, 36e maître de l'Ordre de Santiago, premier seigneur de Villagarcía, a servi avec loyauté Enrique II et son fils Jean Ier. En récompense de sa loyauté envers le roi Enrique II, il a reçu la seigneurie autonome de Villagarcía en juin 1386. Pour ce faire, Villagarcía devait être séparé de la juridiction de l'Ordre de Santiago, qui était divisé en deux. Cela s'est fait par le biais d'un échange entre le roi Juan et l'Ordre. Le 20 août 1382, le roi lui donne l'autorisation « pour qu'il puisse construire et aménager sa forteresse de Villagarcía et en faire une forteresse et ériger un parapet et des créneaux, une cabane et une barrière ». En 1387, au nom du roi, l'acte de possession de la ville est accordé à Garci Fernández de Villagarcía et à son épouse María Ramírez de Guzmán.

## Le château
Teresa de Guzmán, fille de Garci Fernández de Guzmán et de Beatriz Suárez de Figueroa, devient, en 1430 à la mort de sa mère, la troisième dame de Villagarcía. Elle épousa Luis Cristóbal Ponce de León qui ordonna la construction du château, peut-être sur la forteresse de Garci Fernández et la construction ou la réforme du donjon. Ce château, que l'on peut voir aujourd'hui à la périphérie du village, porte les armoiries de Luis Ponce de León sur la tour principale. C'est ce personnage qui a initié la construction du château.
Le majestueux château de Villagarcía de la Torre a été construit au XVe siècle. L'enceinte qui l'entoure est de forme quadrangulaire irrégulière avec des cubes ronds - des tours accolées - reliés au mur par un petit renfoncement incurvé qui donne à la section transversale de ces tours la « forme de poire », en saillie de la volumineuse « Torre del Homenaje » (tour de l'hommage). Dans cette tour, bien que presque aucun détail de la construction ne soit présent, il reste le blason héraldique de Luis Ponce de León, fils du duc Rodrigo Ponce de León. Il a épousé Isabel de Guzmán,.
Le château est situé sur un plateau et se compose de deux enceintes, la première, extérieure, servant à la fois de mur de soutènement pour le remblai et de rempart. Aujourd'hui, seuls le « donjon » et d'autres vestiges sont conservés. Une tour semi-circulaire se dresse vers le milieu du mur nord. La deuxième enceinte est la plus importante et est impressionnante de par la hauteur de la forteresse, de ses murs et de ses tours. Cette enceinte mesure 29,70 m de long et 21,79 m de large. Il a des tours carrées aux coins. Les murs ont une épaisseur de 2,75 m. À l'intérieur des murs du château, on trouve des boulins, qui indiquent que le château avait trois étages, ainsi que les restes des escaliers attenants menant au parapet. Le château est resté presque intact jusqu'à la guerre d'indépendance, pendant laquelle il a servi d'hôpital pour les Français. Il a ensuite été presque entièrement rasé par le général Morillo pendant les guerres carlistes,.